# Fakel Nowy Urengoi
Fakel Nowy Urengoi (russisch Факел Новый Уренгой) ist ein russischer Volleyballverein aus Nowy Urengoi im Autonomen Kreis der Jamal-Nenzen, der 1992 gegründet wurde.

## Volleyball Männer
Die Männer spielen seit 1997 in der russischen Superliga, wo man 2008/09 Platz drei erreichte. In der Saison 2006/07 gewann das Team den europäischen CEV-Pokal. 2017 gewann man den Wettbewerb erneut.

## Volleyball Frauen
Die Frauen spielen seit 1992 in der russischen Superliga, mussten aber mehrfach absteigen. 1999/2000 erreichten sie das Viertelfinale im europäischen CEV-Pokal, wo sie gegen Günes Sigorta Istanbul unterlagen. Seit 2010 spielen sie wieder in der Superliga.